# Малоковалі
Ма́локовалі́ (рос. Малоковали) — селище у складі Могочинського району Забайкальського краю, Росія. Входить до складу Амазарського міського поселення.

## Населення
Населення — 28 осіб (2010; 41 у 2002).
Національний склад (станом на 2002 рік):
- росіяни — 95 %